# 中華龍鳥屬
中華龍鳥屬（意為「中國的蜥蜴翅膀」，早期也譯為中國蜥翼龍）是目前所發現擁有化石化羽毛痕跡的恐龍中，年代最早而且最原始的，也是遼寧省熱河群第一個發現的恐龍化石。中華龍鳥生存於早白堊紀的中國，牠們可能是美頜龍的近親。目前已知最大的標本身長約1公尺，其中大部分為牠們的極長尾巴。保存良好的化石顯示中華龍鳥覆蓋者非常簡單的羽毛；但另一派論點認為這些絲狀痕跡其實是膠質纖維的化石。這些絲狀結構由一種雙叉的組織所構成，大約類似現代鷸鴕的原始次要羽毛。
模式種是原始中華龍鳥（S. prima），也是目前的唯一物種。種名「prima」在拉丁文中有「原始」、「最初」之意，一開始發表時意指中華龍鳥作為當時「中國已知最古老的鳥類」，具有介於恐龍和鳥類（孔子鳥）之間的演化意義。而如今中華鳥龍已被確認不是鳥類，此名稱亦可解釋為中華龍鳥是第一個被發現及確認的有羽毛恐龍，同時也可說明中華龍鳥具有相對原始的羽毛。2025年，裘锐等人描述了中华龙鸟属下的第二个物种，凌源中华龙鸟（S. lingyuanensis），该物种略大于模式种原始中华龙鸟。

## 敘述

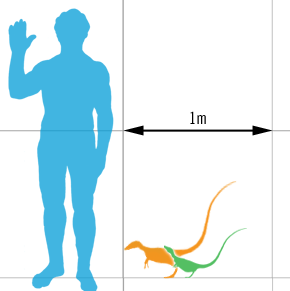
中華龍鳥正模標本（綠）和另一個較大個體NIGP 127587（橘）與人類的體型比較圖

中華龍鳥是種二足肉食性恐龍，也是最小型的獸腳類恐龍之一，正模標本的身長約68公分，是個接近成年個體。目前已知最大的標本身長約98公分，但不確定是否屬於中華龍鳥。中華龍鳥的身體比例不同於其他小型恐龍，顱骨比股骨長，前肢相當短，長度只有後肢的30%。牠們的指爪相當大，第二指與指爪的總長，甚至大於橈骨。與其近親美頜龍相比，中華龍鳥的四肢比例較短。中華龍鳥有64節尾椎，具有獸腳類恐龍中比例最長的尾巴。
中華龍鳥目前已發現三或四個標本，其中三個標本被歸類於原始中華龍鳥，正模標本（陰模編號GMV 2123，陽模編號NIGP 127586）、編號NIGP 127587標本、編號D 2141標本。而體型最大的第四個標本（編號GMV 2124）是否屬於中華龍鳥，仍有爭議。這些化石發現於中國遼寧省北票市的尖山溝、大王杖子，屬於義縣組，地質年代為白堊紀早期的巴列姆階晚期到阿普第階早期，約1億2460萬-1億2200萬年前。

## 發現歷史

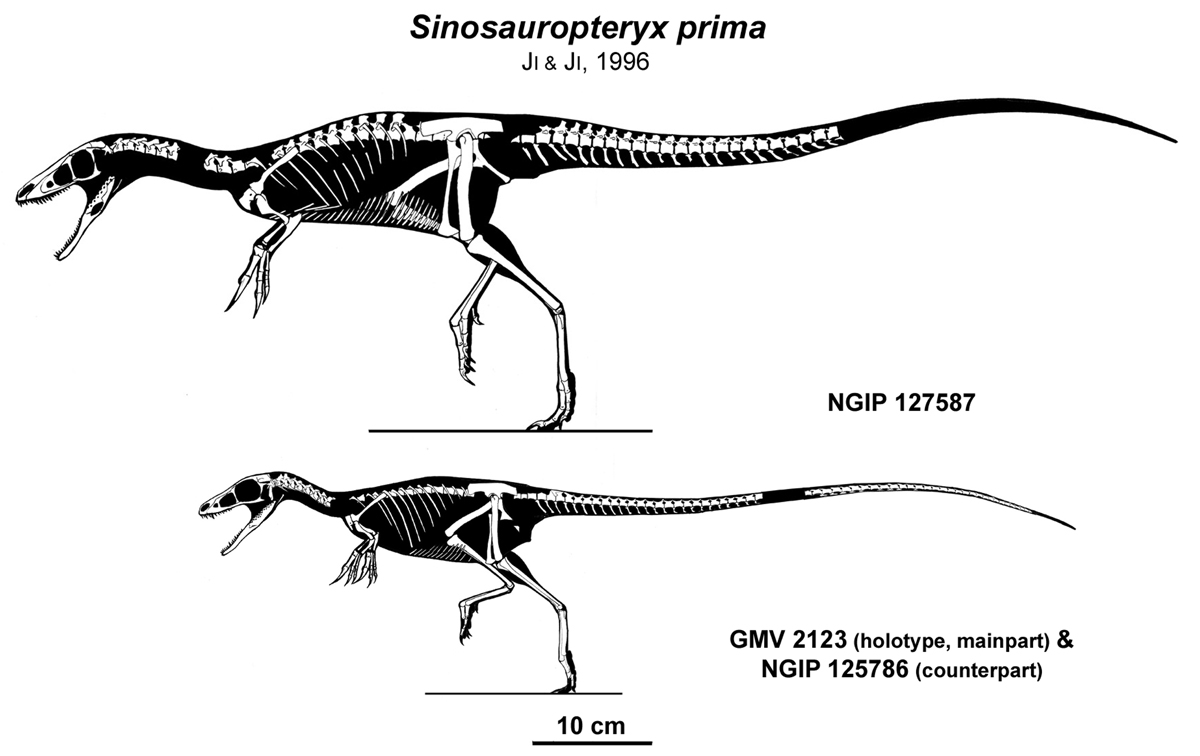
中華龍鳥正模標本與編號 NIGP 127587 標本的比較

在1996年，一位農民在中國遼寧省尋找、挖掘化石以販賣給博物館與商人，他在擬灰岩層中發現這種小型動物的化石，於是將石塊分成兩塊，分別賣給北京中國地質博物館、南京地質古生物研究所。北京中國地質博物館的季強發現這個化石具有恐龍骨骼與疑似羽毛痕跡，並命名為原始中華龍鳥（S. prima）。而在1996年10月，加拿大古動物學家菲力·柯爾（Phil Currie）、古動物畫家麥可·斯科尼（Michael Skrepnick）在遼寧省進行挖掘勘查之後，也到北京中國地質博物館進行交流，他們也發現這個標本的重要性。
在同年，在紐約美國自然歷史博物館舉行的脊椎動物化石學會上，菲力·柯爾公開展示這個標本的照片，引起許多古動物學家的關注。曾在70年代提倡恐龍演化成鳥類理論的約翰·奧斯特倫姆（John Ostrom），也對這個新發現的恐龍標本感到驚訝。因為自從19世紀中期的始祖鳥之後，就沒有發現保存明確疑似羽毛的恐龍標本。
約翰·奧斯特倫姆、鳥類與羽毛學家艾倫·布鲁希（Alan Brush）、史前鳥類學家、賴瑞·馬丁（Larry Martin）、以及始祖鳥專家彼得·沃爾赫費爾（Peter Wellnhofer）共同前往北京研究這個標本。研究成果發表於隔年的費城自然科學學院的一項會議，他們認為原始中華龍鳥的絲狀痕跡並不是現代鳥類的羽毛，但也聲明這標本需要進一步的研究。史前鳥類專家艾倫·費都加（Alan Feduccia）在《奧杜邦雜誌》（Audubon Magazine）發表評論，認為原始中華龍鳥是美頜龍的一種，而恐龍學家帶有恐龍演化出鳥類的既定想法，所以才會將這些絲狀結構誤認為羽毛。之後的研究多認為原始中華龍鳥具有構造簡單的羽毛，而另一派論點認為這些絲狀痕跡其實是膠質纖維的化石。

## 分類學

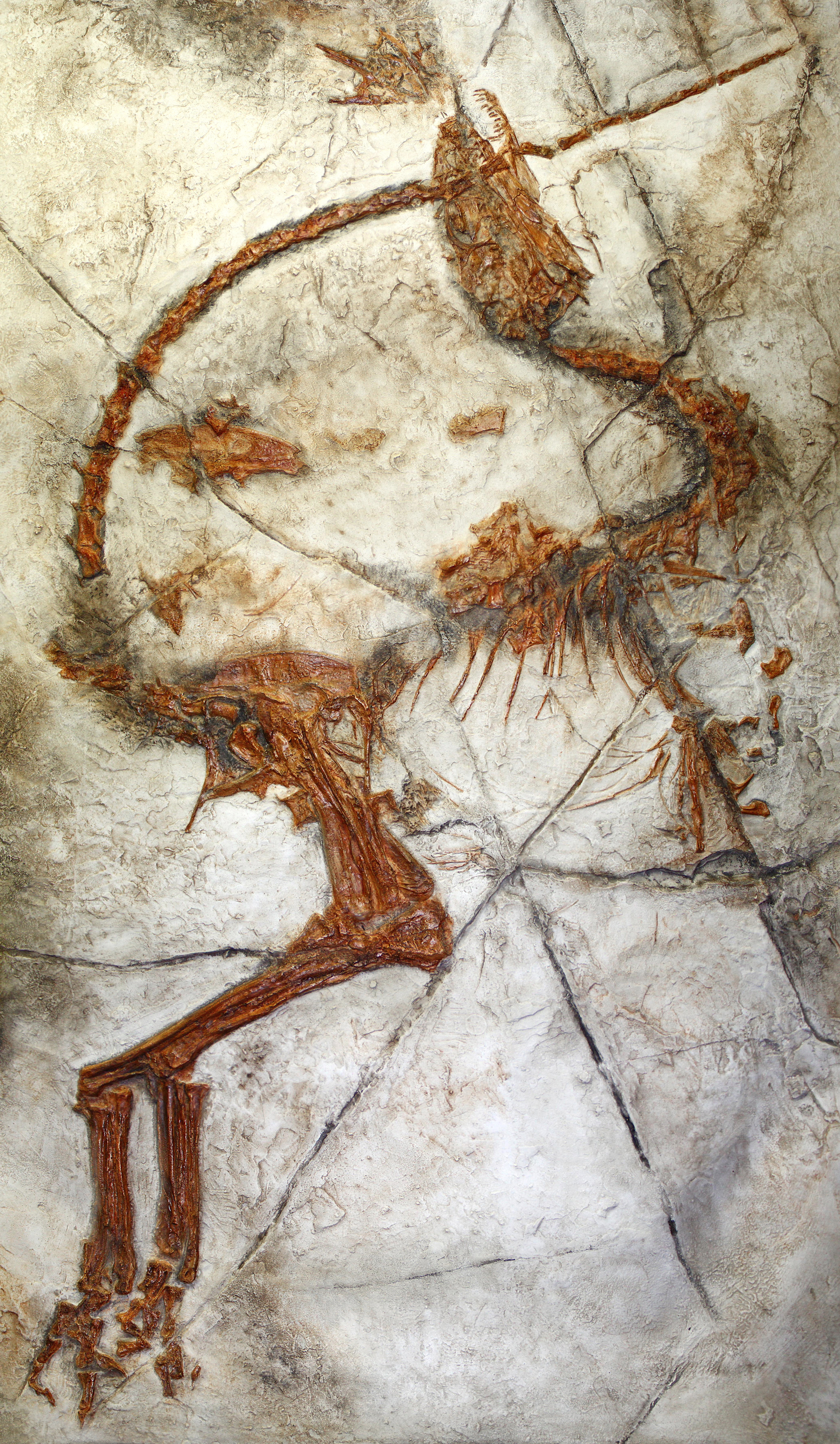
編號 GMV 2124 標本的複製品，於德國卡爾斯魯爾自然史博物館展出

中華龍鳥的模式種是原始中華龍鳥（Sinosauropteryx prima），也是目前的唯一有效種。在1997年，季強與姬書安認為編號GMV 2124的第四個標本，是個體型較大的原始中華龍鳥。但是，該大型標本擁有比例較長的脛骨與較短的尾巴，與其他標本略有不同。在2007年，季強與姬書安改變原本意見，認為這個標本並不屬於原始中華龍鳥，而是屬於一個獨立的物種（可能是近親）。同年，嘉克斯·高斯特（Jacques Gauthier）等人將這個標本標名為Sinosauropteryx? sp.。
中華龍鳥是個重要的發現，因為牠們擁有類似羽毛的結構，但牠們與時代較早的始祖鳥並沒有接近的親緣關係。有許多恐龍演化支與始祖鳥的親緣關係更為接近，包含恐爪龍類、偷蛋龍類、以及鐮刀龍類。中華龍鳥的羽毛顯示許多獸腳亞目恐龍都擁有羽毛，而非僅有類似鳥類的恐龍才有；並顯示同樣為鳥類遠親的嗜鳥龍、虛骨龍、與美頜龍，可能也有羽毛；但這些動物擁有原始羽毛，而侏羅獵龍與暴龍擁有鱗片，使得原始虛骨龍類是否擁有羽毛，非常難以證實。

## 古生物學

### 食性

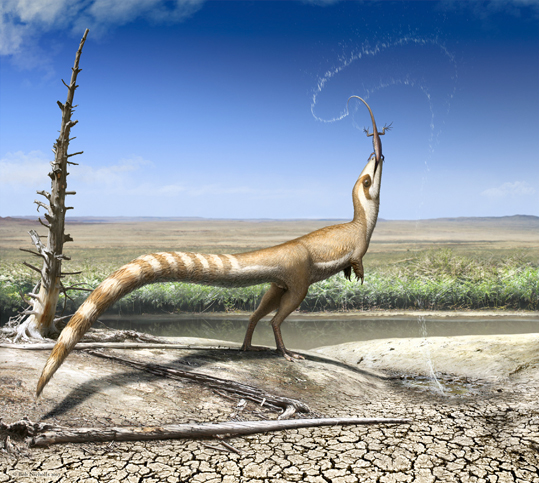
參考NIGP 127587繪製的復原圖，圖中的中華龍鳥正在捕食一隻大凌河蜥

編號NIGP 127587標本的胃部曾發現一個蜥蜴的完整顱骨，顯示中華龍鳥會以行動迅速的小型動物為食。在中華龍鳥的化石發現處附近，發現了大量此種蜥蜴的化石，但當時尚未被研究、敘述過。2017年，Fiann Smithwick、Robert Nicholls、Innes Cuthill、Jakob Vinther根據蜥蜴的特徵和發現地點比對，鑑定這隻蜥蜴屬於大凌河蜥。很巧的是，大凌河蜥正好與這件化石在同一年（1998年）被正式發表。
在第四個標本（編號GMV 2124）的胃部區域發現了三個哺乳類的頜部。在2006年，Jørn H. Hurum、駱澤喜、Zofia Kielan-Jaworowska將其中兩個頜部鑑定為張和獸（Zhangheotherium），另一個為中國俊獸（Sinobaatar），顯示這兩種動物曾為中華龍鳥的食物。有趣的是，張和獸已被證實具有有毒的針刺，如同現代鴨嘴獸，這顯示中華龍鳥以可能有毒的哺乳動物為食。

### 繁衍
編號NIGP 127587標本的下腹部發現了數顆蛋。其中，兩顆蛋位於恥骨柄部的前上方，其他顆則位於前兩顆蛋的下方。蛋的平均長度為3.6公分，寬2.6公分。該標本的身長則為1.07公尺。由於蛋殼完整、位於身體的下腹部，不太可能是該中華龍鳥吞食這些蛋，而是該中華龍鳥還沒產下這些蛋。

### 羽毛

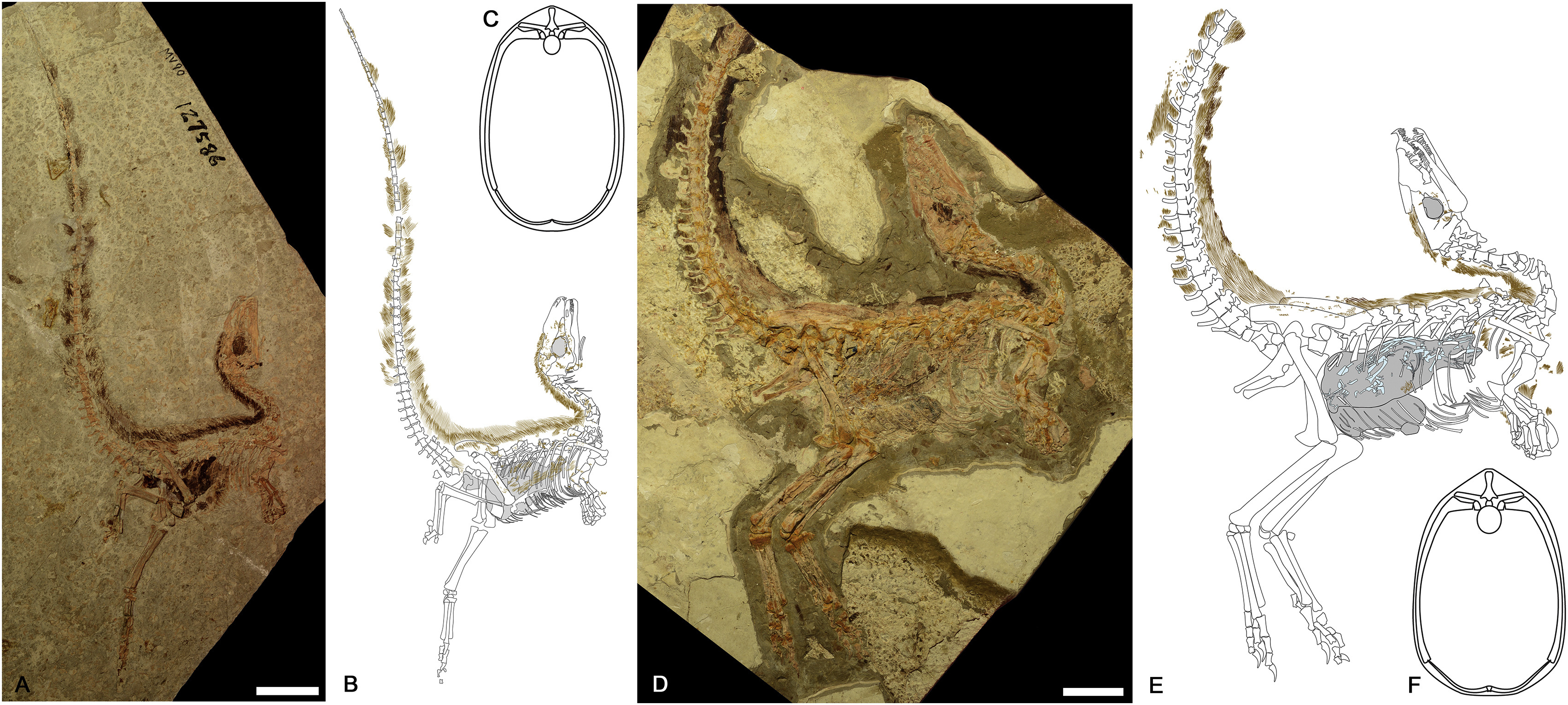
中華龍鳥化石所保存的羽毛痕跡與內部組織

中華龍鳥的所有標本都保有絲狀結構的痕跡，大部分古生物學家認為這些痕跡代表者非常原始的羽毛。這些絲狀結構分佈於標本的頭後方、手臂、頸部、背部、以及尾巴的上下側，身體的兩側也有額外的絲狀結構。董枝明等科學家根據絲狀結構的分佈、密集程度，提出中華龍鳥在生前是全身覆蓋者羽毛，而腹側的羽毛在化石化過程前就已經腐爛、分解。
絲狀結構與身體之間有段空隔，一些科學家認為這空隔在生前由皮膚、肌肉組織組成。頭部與尾巴末端的空隔較細，絲狀結構較接近骨頭，顯示這些區域的肌肉組織較少。背椎與絲狀結構的空隔較寬，顯示該處的肌肉組織較大。
根據絲狀結構的分佈、與波浪般的整體外廓，顯示這些原始羽毛相當柔軟。有研究利用顯微鏡檢驗這些組織，發現每根絲狀結構的邊緣較黑，內部較亮，顯示這些絲狀結構的內部中空，類似現代羽毛。與體型接近的哺乳類的毛髮相比，中華龍鳥的原始羽毛相當粗。
隨者位置的不同，絲狀結構的長度也不一樣。眼睛前方的絲狀結構最短，只有1.3公分長。肩膀處的羽毛則長達3.5公分，身體其餘部分的羽毛長度一致；臀部到尾巴的羽毛較長，可達4公分長。尾巴下側的羽毛較短，只有3.5公分。前肢的最長羽毛約1.4公分長。
由於這些絲狀羽毛過於密集，無法細微地檢驗、分析其構造。但整體來說，這些絲狀結構可分成兩種型態，較粗、較硬的絲狀結構，以及較細的絲狀結構。較細絲狀結構互相平行，與較粗絲狀結構之間保持一定的角度。研究人員認為這些分別代表較粗的羽莖、以及從羽莖分叉而出的細羽枝，類似現代鳥類的羽毛，但較為原始。整體而言，中華龍鳥的羽毛構造簡單，較類似現代鳥類的絨羽，有粗羽莖、長而細的羽枝。義縣組的其他化石也有發現類似的羽毛痕跡，例如孔子鳥。

#### 顏色

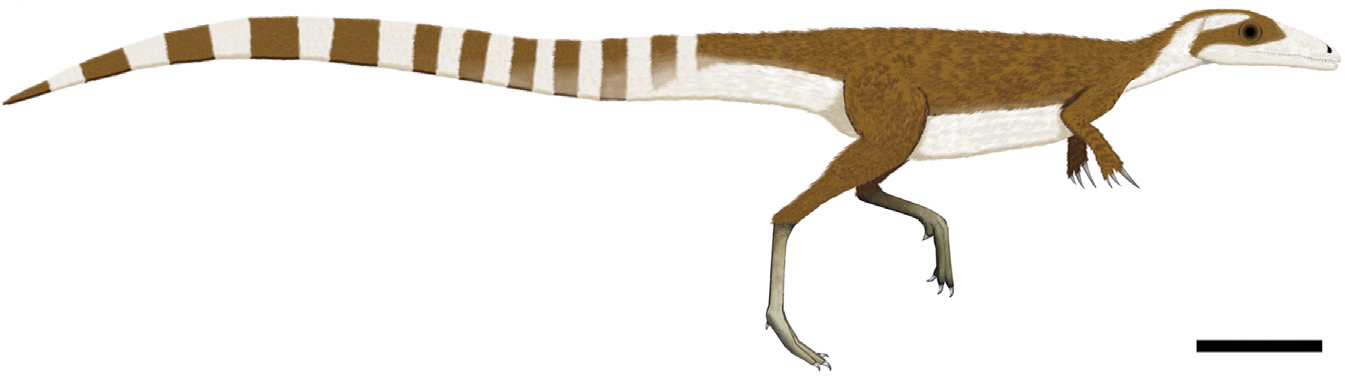
中華龍鳥的羽色復原圖，圖中比例尺為10公分

中華龍鳥的身體與尾巴羽毛，可分為深色、淡色兩種區塊，某些研究人員推測這代表不同顏色的羽毛。陳丕基、董枝明等人認為這是化石的母岩在分開時，所造成的不規則排列。在2002年，尼克·朗里奇（Nick Longrich）在古脊椎動物學會提出，這些深淺區塊，代表生前的羽毛色素，在化石化過程中保存下來；朗里奇認為深淺區塊的排列過於規則，不可能是分開母岩、腐爛過程造成的。由於較深的區塊主要分佈於背部，較淺區塊分佈於腹部，而尾巴的深淺區塊以條紋狀排列，具有反蔭蔽（Countershading，動物保護色的一種類型；動物的背部顏色深於腹部，上面投下的光線使它全身顏色均勻而不醒目）的效果。
在2010年1月份的《自然》雜誌網站，張福成等科學家公佈數種恐龍與早期鳥類的羽毛痕跡研究，發現這些物種的羽毛帶有黑色素體（Melanosomes，一種存在於羽毛、皮膚、鱗片的吸光色素），藉由研究其羽毛痕跡中的黑色素體大小、分佈形態，張福成等人發現 IVPP V14202 (现在华诞龙属的模式标本) 的尾巴可分為深色、淡色兩種區帶，證實上述理論。此外，藉由與現代鳥類羽毛中的黑色素體作比對，張福成等人能推測出羽毛黑色素體在生前所代表的顏色。根據研究人員的推測，IVPP V 14202的身色羽毛，在生前呈現粟色、或紅棕色。 2017年，根據三個標本（NIGP 127586，NIGP 127587，IVPP V12415），研究人員發現該動物的身體有反影偽裝颜色图案和條紋尾巴。

### 爭議
有些研究人員將中華龍鳥化石上的絲狀痕跡，認為是種膠質纖維的痕跡，這些纖維在中華龍鳥的背部與尾巴下方形成皺摺，類似某些現代水生蜥蜴。
這個假設否定中華龍鳥是已知有羽毛獸腳類恐龍當中最原始的物種，也質疑目前的羽毛起源理論。他們也提出質疑，認為最初的羽毛並非因為飛行演化而出現，而是為了隔離熱量，而最初的羽毛首次出現於相當原始的恐龍演化支中，該演化支之後演化成現代鳥類。然而，即使所有中華龍鳥標本上的似羽毛結構都不是羽毛，另一種非手盜龍類的虛骨龍類物種，帝龍的化石上也保存了簡易的絲狀原始羽毛。
在2010年，中國、英國和愛爾蘭等國科學家在中華龍鳥的絲狀痕跡發現黑色素體的存在，由於膠質纖維無法容納黑色素體，這證實這些絲狀結構是羽毛痕跡，而非膠質纖維。但是蒂綱·索拉（Theagarten Lingham-Soliar）在随后的一项研究中发现了一具中国的鹦鹉嘴龙化石皮肤上的鳞片、色彩及图案，认为黑色素體降解后可能沉积于其他组织，所以并不能证明中華龍鳥的絲狀痕跡是毛的痕迹。